# Torre della Pagliazza
La torre della Pagliazza si trova nella piccola piazza Sant'Elisabetta, nella parte più antica del centro di Firenze. Le origini di questa struttura, da molti additata come l'edificio più antico di Firenze che abbia mantenuto un aspetto originario, sono incerte, tra il VI e il VII secolo, seppure poggi su fondazioni più antiche, di epoca romana.

## Storia

### Gli scavi romani

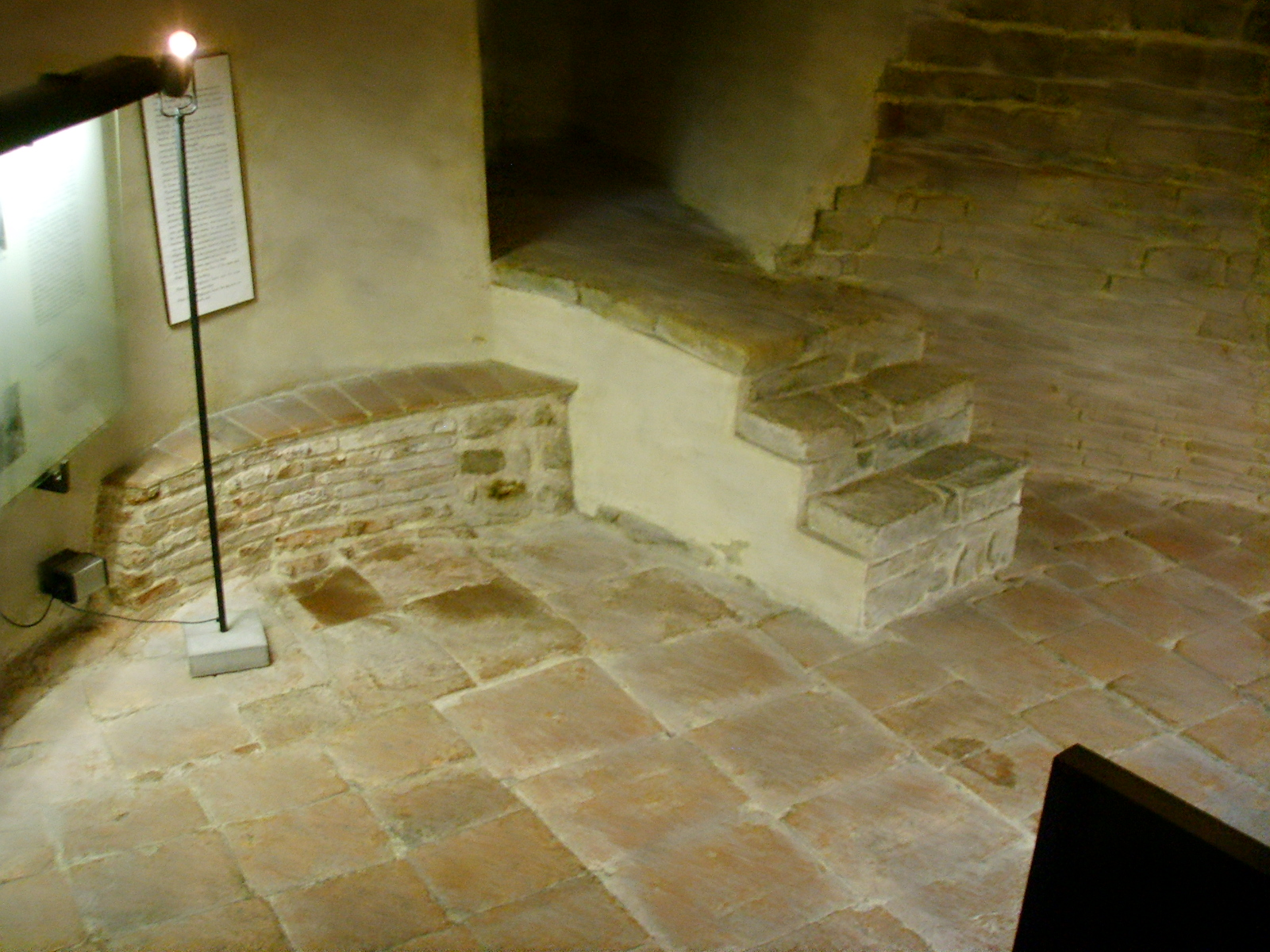
Esedra alla base della torre

Nel corso degli scavi avvenuti in occasione dell'ultimo restauro fu scoperto che le fondazioni della costruzione poggiavano infatti su un edificio romano, l'unico del quale si sia venuti a conoscenza in questa parte della città. La torre si appoggia infatti su un muro circolare che cingeva una piscina o un vano di una struttura termale della Florentia romana, le terme secondarie (pubbliche o private?) dopo quelle principali vicine al Ponte Vecchio (oggi sotto via delle Terme). Proprio questa struttura a esedra, usata come base, si pensa che abbia determinato l'insolita forma semicircolare della torre, caso quasi unico a Firenze, assieme a un'altra parzialmente conservata nei pressi di via delle Terme e forse appartenente all'antico caput aquae dell'acquedotto romano, il "Capaccio". La forma circolare ricorda quelle delle mura romane ed è piuttosto rara in epoca medievale.
Gli scavi hanno messo in luce il pavimento originario in laterizio e alcune pareti antiche.

### La costruzione della torre
La torre fu quindi innalzata secondo alcune teorie dai bizantini, quando entrarono in città durante la guerra gotica come parte della fortificazione dell'anello rimpicciolito di mura (una cinta comunque la cui reale esistenza è discussa tuttora dagli archeologi), secondo altre teorie dai longobardi un secolo dopo, come semplice casa-torre.

### Il basso medioevo
Durante l'alto medioevo non si conosce la sorte che ebbe l'edificio, e gli scavi non hanno dato strutture o materiali pertinenti a questo periodo.
A partire dal XII secolo le notizie si fanno più precise, quando viene citata nel 1268 come carcere, mentre nel 1285 è specificata la destinazione femminile. Il nome della torre deriverebbe infatti dai pagliericci sui quali giacevano le detenute.
Successivamente la torre fu reimpiegata come campanile della chiesa di San Michele alle Trombe o in Palco o in Palchetto, che fu rinominata nel '200 come chiesa di Sant'Elisabetta, della quale restano alcune tracce nell'edificio attiguo alla torre (una fonte battesimale e qualche pittura). La chiesa fu utilizzata fino al 1785, poi assorbita in una cortina di abitazioni private.

### Il restauro

La torre prima del restauro

Oggi la torre e gli edifici attigui ospitano un albergo, anche se la struttura è di proprietà dell'Istituto Nazionale delle Assicurazioni, che ha finanziato un processo di restauro e valorizzazione della struttura da molti giudicato esemplare, su progetto dell'architetto Italo Gamberini (1983-1988). 
Il restauro ha liberato la torre dalle strutture che la coprivano alla vista dalla strada, rendendole un aspetto vicino a quello nel XV secolo, come documentato da un'illustrazione del Codice Rustici, quando al pian terreno furono aperte alcune piccole botteghe, dopo la cessazione dell'utilizzo come carcere, mentre i piani superiori erano usati come abitazione e magazzini. Per mostrare i rinvenimenti archeologici degli scavi è stato allestito alla base della torre un piccolo museo, visitabile su richiesta.

## Il Museo della Pagliazza

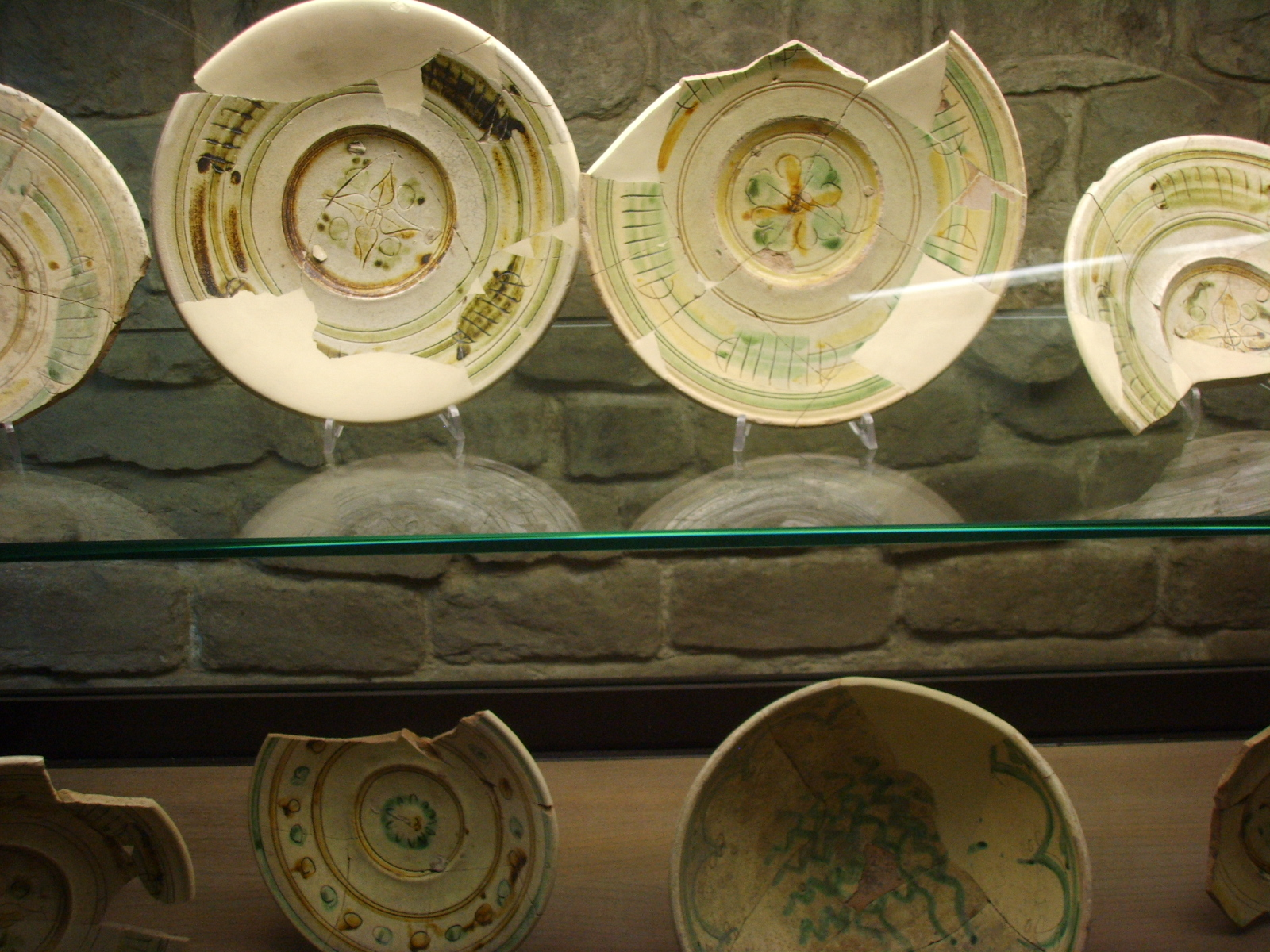
Museo della Pagliazza:Ceramiche del XVII secolo

La Pagliazza ospita un museo archeologico. Gli scavi hanno restituito anche un considerevole numero di pezzi ceramici, risalenti soprattutto al XVI e al XVII secolo. Una prima vetrina mostra una fitta selezione dei cocci di epoca romana rinvenuti nello strato più antico degli scavi. I pezzi non sono numerosi, a causa del reiterato uso dei luoghi in epoche successive, e non hanno un particolare valore artistico, ma sono un'interessante testimonianza della storia del sito: alcuni infatti risalgono al periodo della fondazione di Florentia (I secolo d.C.), mentre più sopra si trova un livello "di abbandono" databile al IV-V secolo d.C., con ceramiche pertinenti a questo periodo riconoscibili per le vernici rosse e le decorazioni a impressione. 
La seconda vetrina sottolinea il vuoto cronologico di reperti riferibili all'alto medioevo ed ai primi secoli del basso medioevo. I reperti presentati infatti sono frammenti di maioliche del XIV secolo, con varie fogge caratterizzate da una decorazione elegante. 
La ceramica rinascimentale e post-rinascimentale rappresentata è divisibile in tre categorie: maioliche, ingobbiate e graffite, soprattutto di produzione montelupina. Spiccano soprattutto grandi piatti a stile compendiario, con al centro animali, vedute di paesi o figure umane, oltre a ciotole cinquecentesche dalla ricca decorazione geometrica policroma.
Un'altra vetrina mostra opere più importanti della manifattura ceramica di Montelupo, come quelli decorati con la tecnica del "blu graffito", o gli "arlecchini" (prima metà del XVII secolo) con grandi figure dipinte. Di pregio anche i grandi vassoi con stemmi al centro.

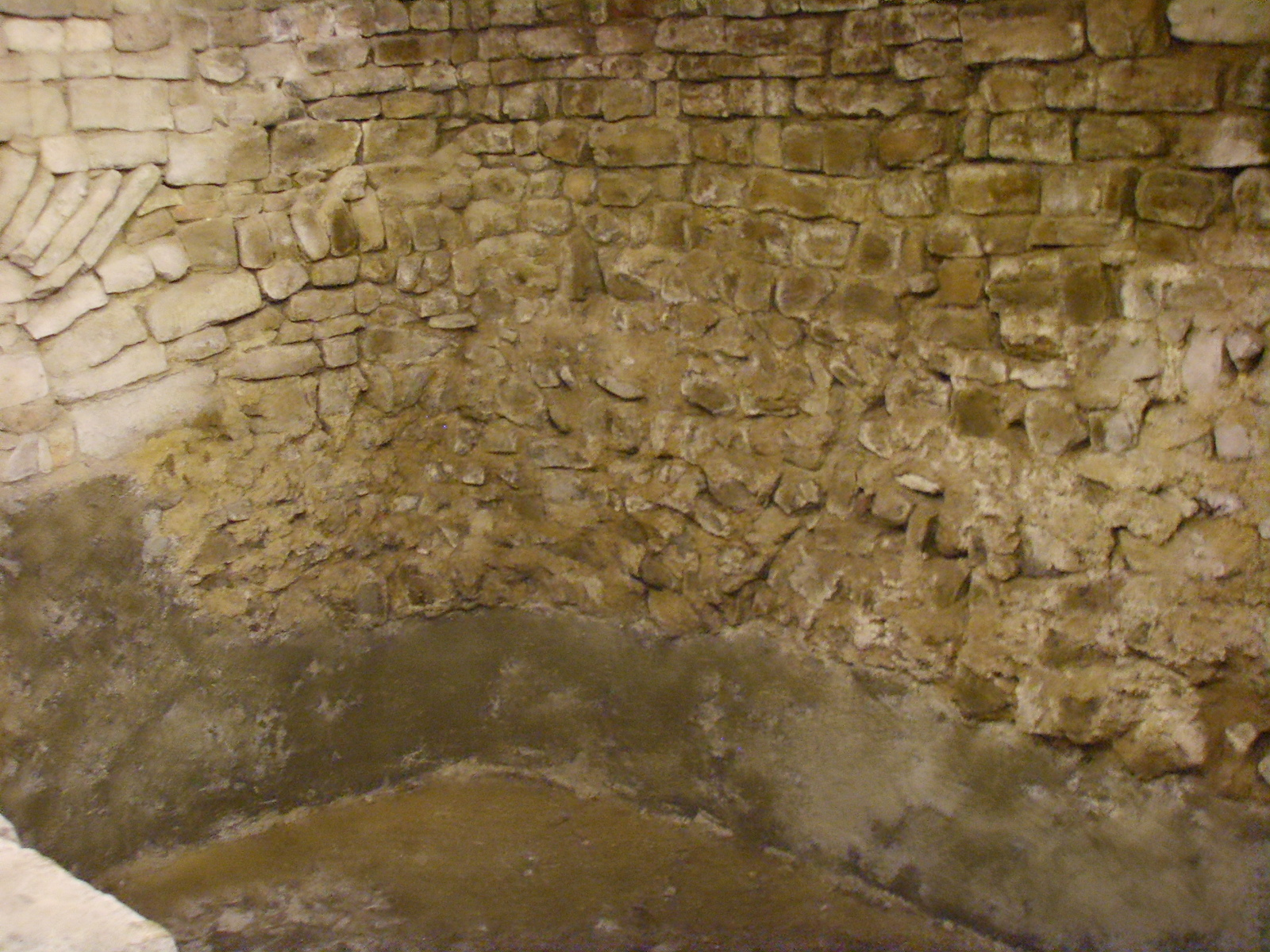
Resti delle terme romane
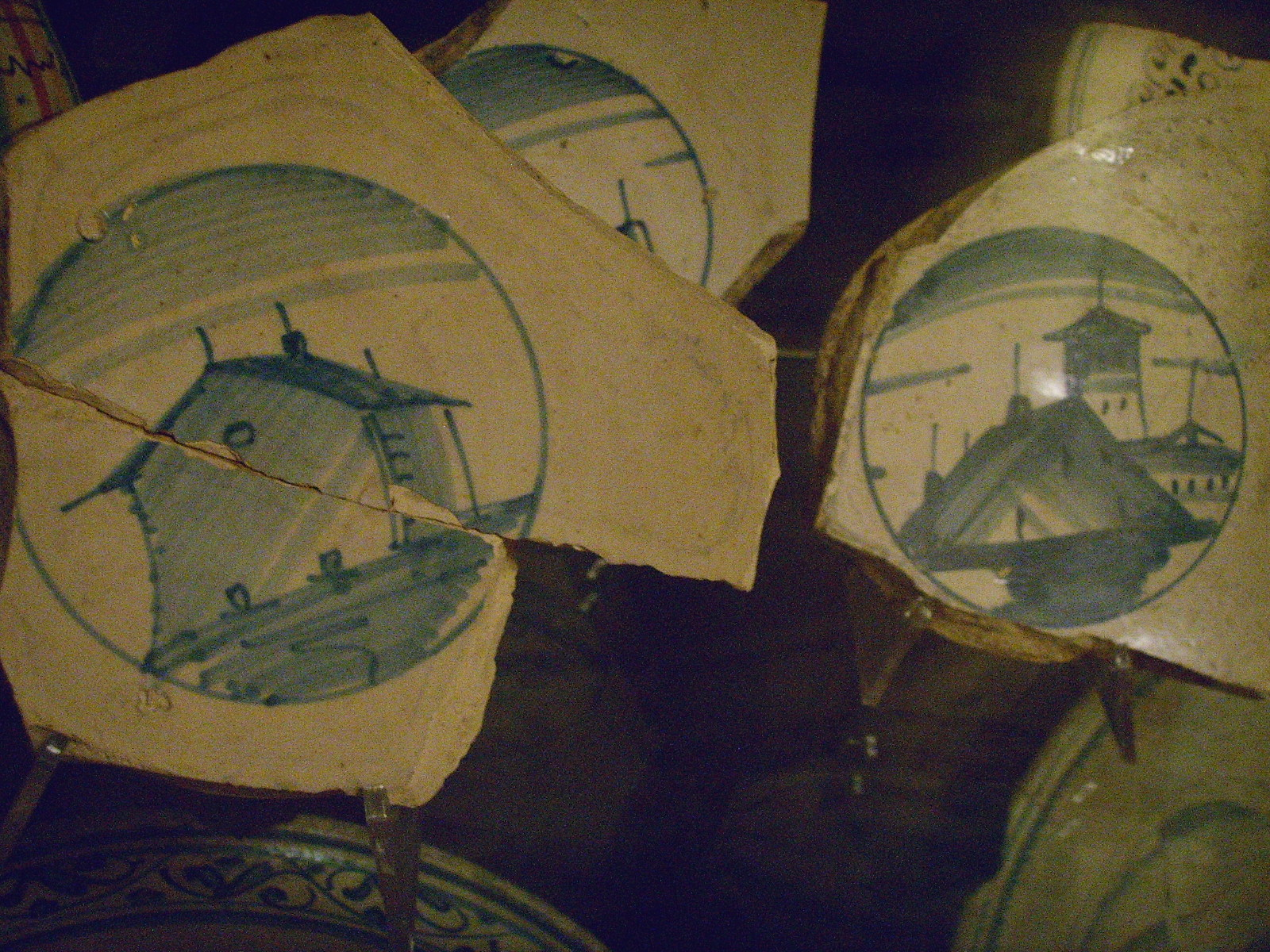
Ceramiche cinquecentesche con "paesi"
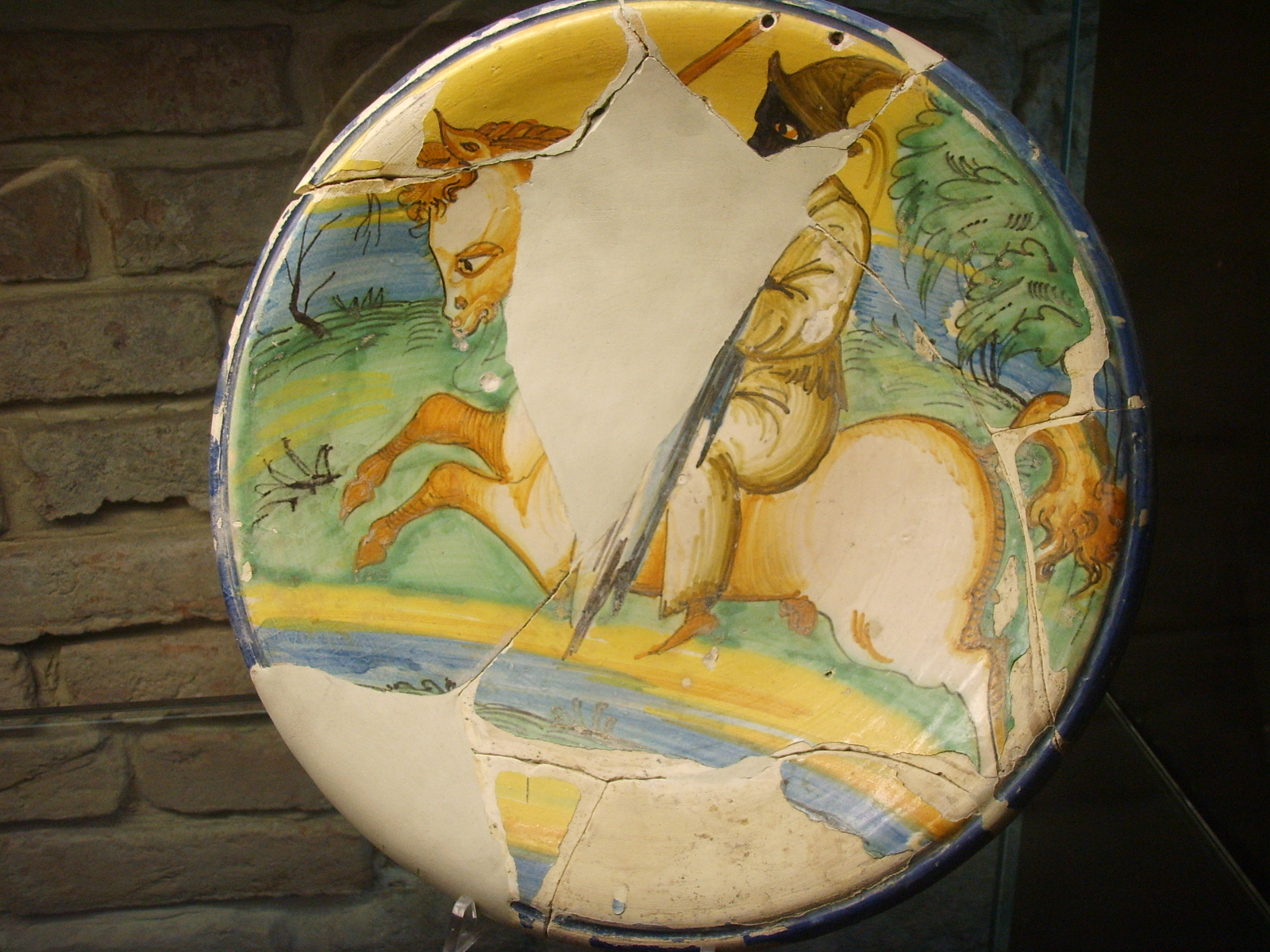
"Arlecchino" di Montelupo, XVII secolo
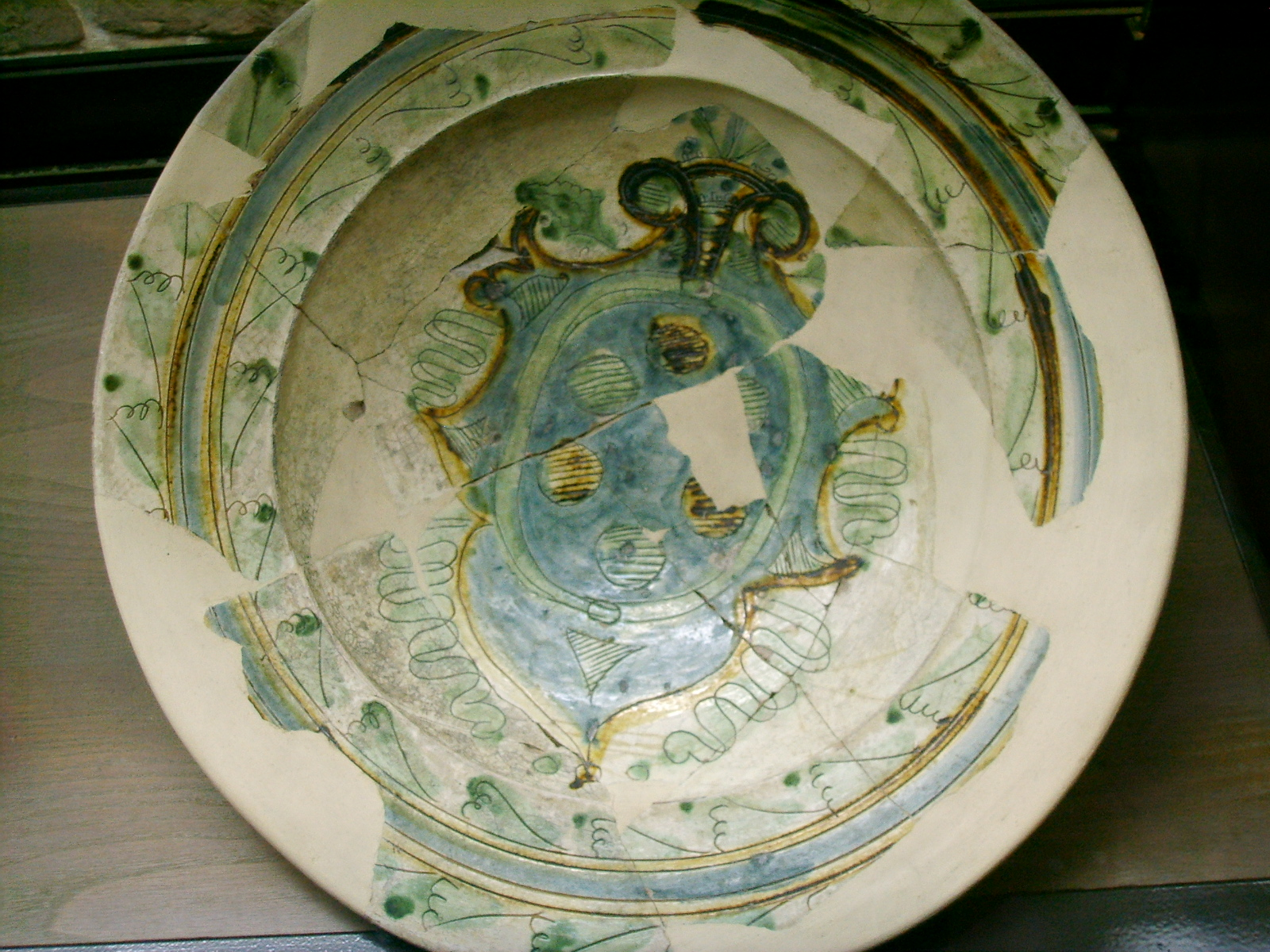
Piatto con stemma Medici, XVII secolo